# 睛斑岩沙鰈
睛斑岩沙鰈（學名：Psammodiscus ocellatus）為輻鰭魚綱鰈形目鰈亞目菱鰈科岩沙鰈屬的唯一一個種，分布於東印度洋的澳洲西北部及印尼海域，棲息深度22-385公尺，體長可達15公分，為底棲性魚類，生活在沙底質海域，屬肉食性，生活習性不明。